# Sphagnum columniforme
Sphagnum columniforme là một loài rêu trong họ Sphagnaceae. Loài này được H.A. Crum mô tả khoa học đầu tiên năm 1994.